# Scandale
Pour les articles homonymes, voir Scandale (homonymie).

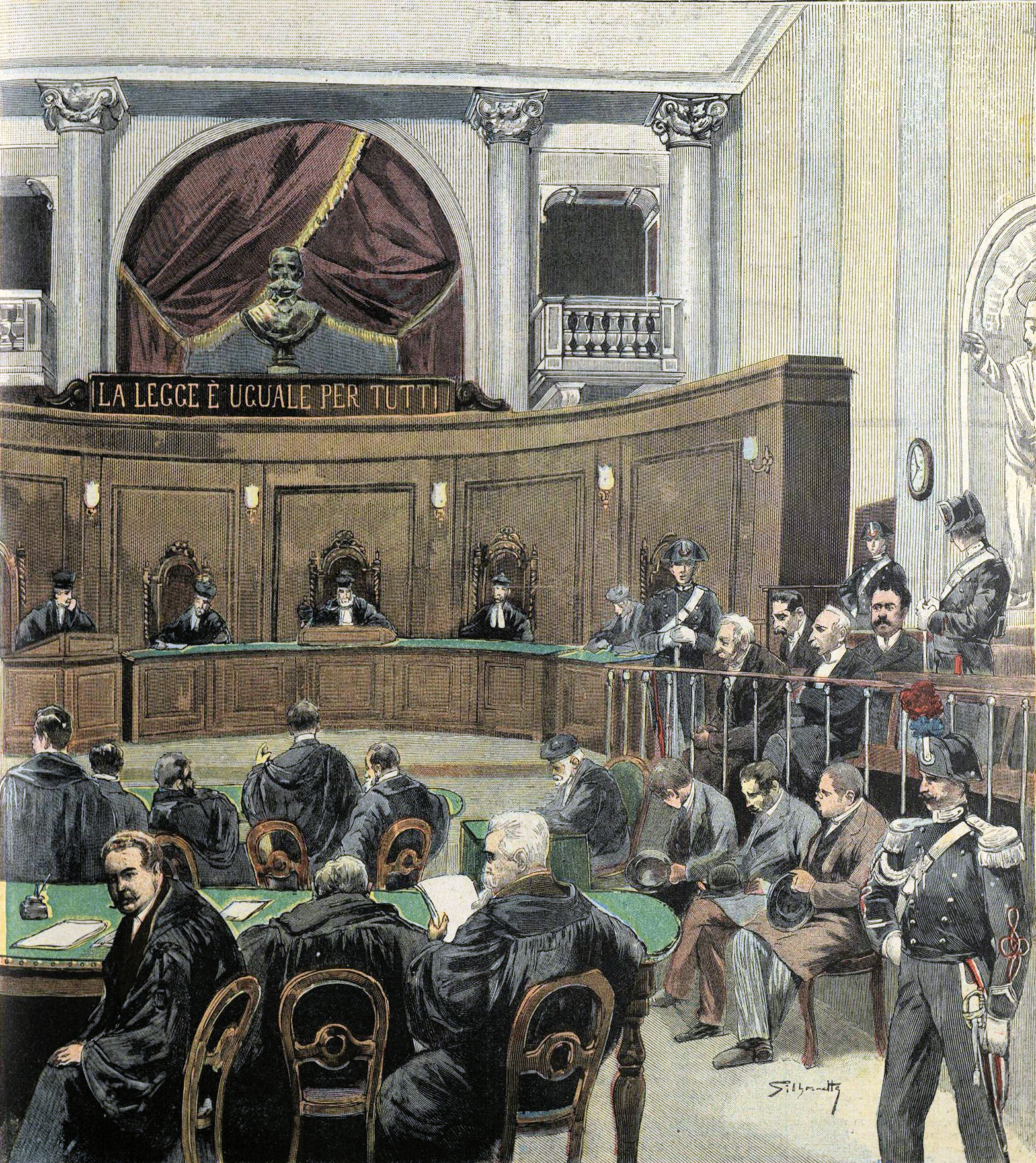
Au procès du scandale de la Banca Romana, dans La Tribuna illustrata.Image de 1894.

Le sens contemporain de scandale est une affaire retentissante soulevant l'indignation de l'opinion publique.
Il est parfois difficile de situer quand commence un scandale et, davantage, quand il se termine. La notoriété des personnes en cause, le nombre de personnes impliquées et les conséquences sont difficiles à déterminer pour diverses raisons : refus de dénoncer (d'où l'apparition des lanceurs d'alerte), coûts d'enquête, les personnes alentour n'ont pas d'intérêt direct à favoriser l'intérêt général, etc. En ce qui a trait aux entreprises, il faut aussi considérer les conséquences économiques.

## Description
Un scandale est une situation de dissonance cognitive. Le scandale est l'indignation que provoque la découverte par le public d'une transgression. Pour qu'un scandale apparaisse, il faut une personne ou un groupe de personnes qui dénonce la transgression et met en accusation ses auteurs, et un groupe de personnes qui est « scandalisé ». Pour l'apparition d'un scandale, le processus de dénonciation est souvent plus important que la transgression elle-même ; les processus de réaction du corps social et sa mobilisation sont plus décisifs que l'acte d'origine lui-même. Les scandalisés ont souvent l'impression que leur indignation est unanime, impression illusoire, mais elle facilite le regroupement du corps social autour du processus de dénonciation.
Les scandales peuvent trouver leur origine dans différents événements. Des scandales sont de nos jours fréquemment liés à des affaires de corruption, de pédophilie ou de dopage dans le sport.
Un scandale a, de façon aléatoire, des conséquences politiques et judiciaires. Des politiciens tombent, des criminels sont emprisonnés. Il arrive que de nouvelles lois soient votées pour tenter de prévenir la réitération de scandales.
La délation est à l'origine de l'exposition de scandales par l'intermédiaire de journalistes ou des autorités. Parfois, des journalistes mettent au jour un scandale en effectuant certains recoupements lors d'enquêtes (voir Journalisme d'enquête).
Le sociologue Pierre Lascoumes propose trois niveaux de gravité, qu'une même transgression peut prendre, au même moment ou au cours du temps, selon la dynamique de la scandalisation : le problème - la violation des normes est faible, pas de réaction publique attendue -, l'affaire - les responsabilités sont incertaines, les profits illicites sont probables - et le scandale - responsabilités claires, réaction publique importante.

## Par domaine

### Politique
Un scandale politique est la conséquence d'un manquement aux lois ou à la morale d'une entité politique qui est révélé au grand public. Cela concerne par exemple les affaires de corruptions, de mœurs, d'abus de pouvoir, d'espionnage ou de santé publique. Avec la démocratisation des médias au XXe siècle, ces derniers y jouent un rôle prépondérant dans la révélation et l'escalade du scandale.
L'étude des scandales politiques se situe au carrefour des sciences politiques et sociales. K. Hamedi donne comme définition générique un « double conflit » de valeurs (ou conflit normatif, soit la transgression des normes et des codes culturels) et de pouvoir (l'instrumentalisation, la mobilisation des ressources à disposition). Le scandale résulte de sa révélation et de son instrumentalisation à des fins de stigmatisation, polémique, débats, etc. Naturellement, plus le conflit de valeurs prend une place prépondérante, plus le scandale déborde du domaine politique.
J. Thompson, dans un contexte plus anglo-saxon, donne une définition semblable : une transgression morale couplée à un intérêt personnel. Il en expose la typologie suivante : les scandales sexuels, les scandales financiers et les abus de pouvoir. Il souligne également l'exposition des démocraties modernes à ces scandales en raison de la prépondérance des médias.

### Finance, fiscalité
Le monde de la finance (banques, bourses, finance offshore/paradis fiscaux…) est régulièrement éclaboussé par des scandales financiers et fiscaux de grande ampleur par exemple révélés par les Panama Papers puis les Lux Leaks et les Pandora Papers. Ils résultent généralement de comportements répréhensibles et cachés de la part de particuliers, de cabinets d'avocats, d'entreprises, de figures politiques (ex. : affaire Cahuzac) ou d'employés du monde de la finance (ex. : Jérôme Kerviel) ou de vastes réseaux (ex. : Affaire UBS (en), scandale Cum Cum).
Ils correspondent parfois à des pertes fiscales qui obèrent les finances publiques, contraignent les choix de politique publique au détriment du bien public et de la majorité des citoyens.

### Santé
On parle de scandales sanitaires - ou de scandales alimentaires pour ceux spécifiques à l'alimentation - à propos de crises sanitaires ou de santé environnementale qui auraient pu être limitées ou évitées par application du principe de précaution ou de prévention, ou grâce à une information suffisante des consommateurs. Exemples : le scandale de l'amiante, celui des PCB, ceux des pesticides, le scandale du bisphénol A (BPA) et du polycarbonate, le scandale de la Terra dei fuochi.
On parle aussi des scandales liés aux politiques de vaccination (voir Myofasciite à macrophages par exemple).

### Sexe
Une affaire de mœurs est un scandale sexuel non conforme à la loi, à la moralité, à la religion ou à la culture d'un pays.
Le plus souvent liée à l'adultère, elle peut être passible de poursuites judiciaires.

### Sport

#### Cyclisme

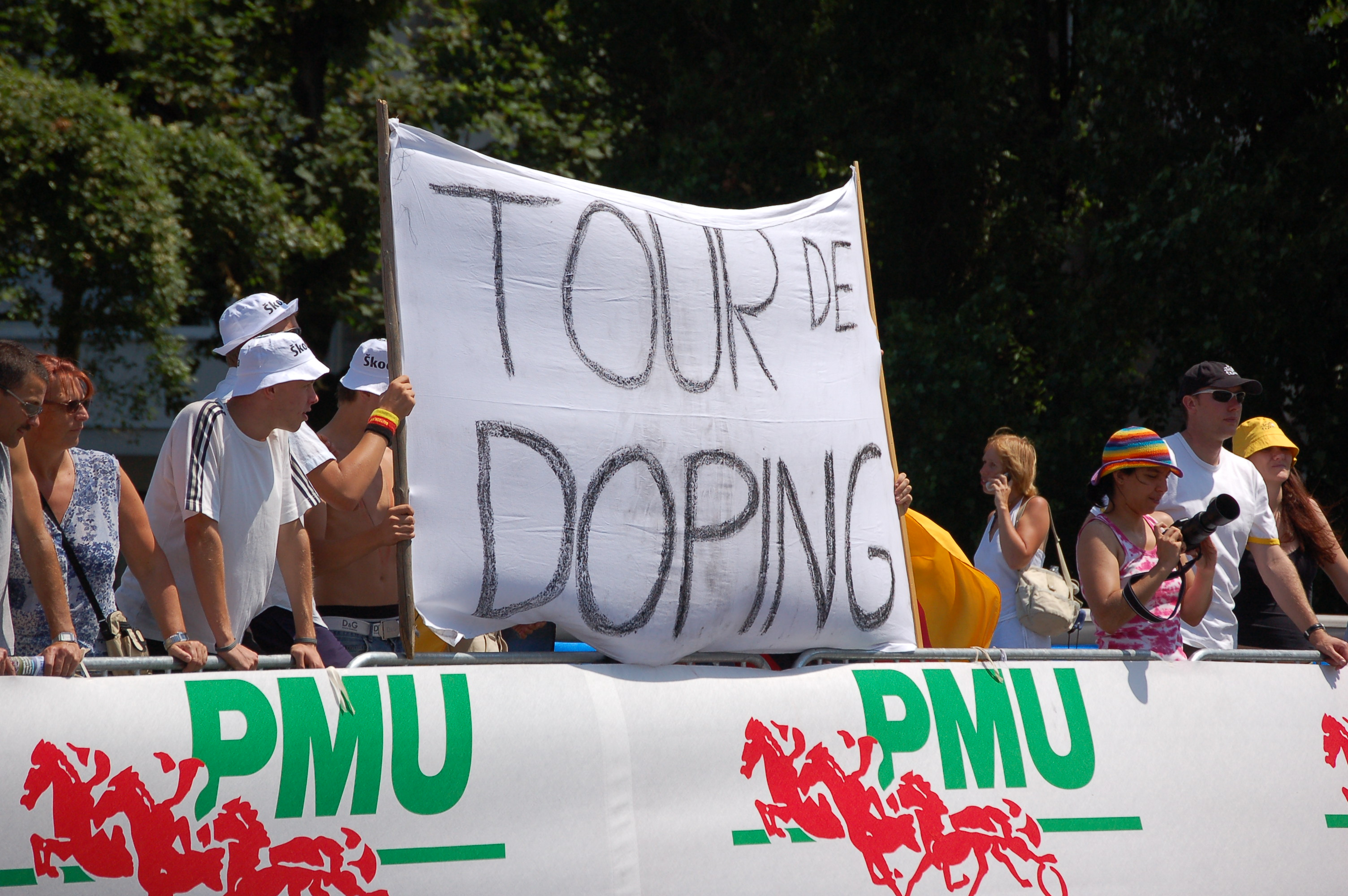
Spectateurs du Tour de France 2006 dénonçant le dopage.

Les plus importantes affaires de dopage détecté sont liées au cyclisme, et au Tour de France en particulier. L'affaire Festina, qui fit en partie la lumière sur l'implication directe de l'encadrement technique et médical dans les programmes de dopage, marqua ainsi l'édition du Tour 1998. Le cyclisme est loin d'être le seul sport concerné par ce problème, mais un cas de dopage sur le Tour de France produira toujours plus de réactions en France qu'un cas similaire sur n'importe quelle autre compétition sportive.

#### Athlétisme
La disqualification à vie le 4 mars 1932 de l'athlète Jules Ladoumègue pour faits de professionnalisme fut le plus important scandale du sport français de la première moitié du XXe siècle. « Julot », qui tenait alors tous les records du monde entre 1 et 1  et   2 km, était privé de Jeux olympiques, programmés quelques mois plus tard. Les faits reprochés étaient si bénins que la décision fut perçue comme scandaleuse par le public français. 400 000 Parisiens assistèrent à sa remontée triomphale des Champs-Élysées le 10 novembre 1935. À la suite de cette radiation, l'athlétisme est boudé par le public français qui scande longtemps le nom de Ladoumègue à chaque départ de course.

#### Rugby
Longtemps resté amateur, le rugby a été épargné des scandales financiers mais la fédération a parfois été taxé de favoritisme à l’époque où ce sport était plus confidentiel.
Après la Seconde Guerre mondiale qui généra quelques fameux scandales sportifs comme l'interdiction du rugby à XIII dès 1940 et l'abolition du professionnalisme dans tous les sports en 1943, les principaux scandales touchent ensuite essentiellement au dopage et aux malversations financières. Ces dernières peuvent être de types très variées. Double billetterie, détournement de fonds, corruption et fraude fiscale, principalement. Parmi les affaires les plus médiatisées, citons les affaires Claude Bez (Girondins de Bordeaux) et Roger Rocher (AS Saint-Étienne), et l'affaire OM-VA. Les trois présidents impliqués furent incarcérés.
Dans le rugby à XV français :
- L'affaire Max Barrau : Max Barrau, sélectionné à quinze reprises en équipe de France, de 1971 à 1974. Formé au Stade beaumontois, et international avec son club, il émigra d'abord un an au Stade toulousain (saison 1972-1973), puis au SU Agen (saison 1973-1974) avant de revenir dans son club formateur du Stade beaumontois. Cette volte-face lui fit perdre sa place en équipe de France[13] à cause de 18 mois de licence rouge (suspension)[14].
- La finale du championnat de France 1993 : Grenoble-Castres[15]. En 1991, lorsque Jacques Fouroux tente un putsch contre Albert Ferrasse, Bernard Lapasset se range du côté de celui qui lui a tout appris et en est récompensé en étant nommé président de la FFR, le 14 décembre 1991[16]. Mais en 1993, Fouroux est candidat à la présidence de la FFR en concurrence justement avec le président sortant Lapasset. La semaine entre la demi et la finale du FC Grenoble est marquée par une polémique au sujet du jeu des Grenoblois, critiqué par le président Lapasset. En guise de réponse, le camp grenoblois s'étonne que, pour pouvoir assister aux deux demi-finales, le président Lapasset ait utilisé le jet privé du Castres olympique leur futur adversaire en finale[17]. Fouroux, en conflit avec la Fédération, se méfie donc de l’arbitrage déjà avant cette finale et crie au complot[18] la semaine suivante, car la finale tourne au scandale[19] : en effet, un essai d'Olivier Brouzet est refusé aux Grenoblois[20] et l'essai décisif de Gary Whetton est accordé par Daniel Salles, l'arbitre de la rencontre, alors que le Grenoblois Franck Hueber a aplati au préalable le ballon dans son en-but, privant ainsi les Grenoblois du titre[21].

### Économie de marché
En économie de marché :
- l'abus de position dominante est une infraction souvent source de scandales ;
- les conditions de travail concernant une entreprise à forte notoriété peuvent être source de scandales[22].

Voir aussi : catégorie « Affaire financière ».

### Dans l'histoire avant les médias de masse

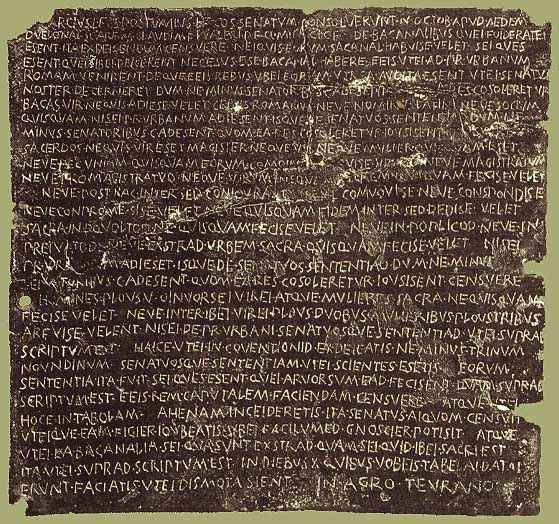
Texte du Senatus Consultum de Bacchanalibus après le scandale des bacchanales

Le scandale des bacchanales est un évènement célèbre de la Rome antique.

### Religion

#### Christianisme
Le scandale est le fait d'entraîner ou d'inciter volontairement autrui à commettre un péché (manipulation). Entre autres, un ou des hommes politiques qui institueraient des lois entraînant au péché se rendraient coupables de scandale.
Dans le décalogue chrétien, le scandale constitue une faute grave quand par action ou par omission il entraîne délibérément à pécher gravement.